# Antonio Wagner de Moraes
Antonio Wagner de Moraes (2 juni 1966) is een voormalig Braziliaans voetballer.

## Carrière
Wagner speelde tussen 1992 en 1996 voor Fujita Industries, Otsuka Pharmaceutical en Kashiwa Reysol.

## Statistieken
| Japan   | Japan                 | Japan           | League | League | Emperor's Cup | Emperor's Cup | J-League Cup | J-League Cup | Totaal | Totaal |
| Seizoen | Club                  | League          | Wed.   | Goals  | Wed.          | Goals         | Wed.         | Goals        | Wed.   | Goals  |
| ------- | --------------------- | --------------- | ------ | ------ | ------------- | ------------- | ------------ | ------------ | ------ | ------ |
| 1992    | Fujita Industries     | Football League | 16     | 8      |               |               | -            | -            | 16     | 8      |
| 1993    | Otsuka Pharmaceutical | Football League | 16     | 8      | 1             | 0             | -            | -            | 17     | 8      |
| 1994    | Otsuka Pharmaceutical | Football League | 23     | 20     | 0             | 0             | -            | -            | 23     | 20     |
| 1995    | Otsuka Pharmaceutical | Football League | 15     | 8      | 1             | 0             | -            | -            | 16     | 8      |
| 1996    | Kashiwa Reysol        | J. League 1     | 6      | 2      | 0             | 0             | 5            | 1            | 11     | 3      |
| Totaal  | Totaal                | Totaal          | 76     | 46     | 2             | 0             | 5            | 1            | 83     | 47     |